# Подёнка двукрылая
Подёнка двукрылая (лат. Cloeon dipterum) — вид подёнок из семейства баэтиды.

## Описание
У самцов этого вида крылья бесцветные, с желтовато-бурым передним краем. Длина тела 5—10 мм. Голова и грудь черновато-бурые. Брюшко тёмно- или светло-бурое, иногда с тёмными полосками по бокам. Нижняя часть глаз тёмно-бурая, верхняя часть красноватая. Передние ноги желтовато-бурые, средние и задние — светло-жёлтые.
У самок крылья с буроватым передним краем. Длина 7—11 мм. Брюшко и ноги красновато- или желтовато-бурые. Глаза зеленовато-серые с двумя темными полосками. Хвостовые нити беловатые, обыкновенно с тёмными кольцами, которые могут отсутствовать. Длина их у самцов 12—21 мм, у самок — 8—15 мм. Величина и окраска сильно варьируют. У субимаго крылья буровато-чёрные.
Личинки буровато-зеленоватого цвета со светлым рисунком, длиной 9 мм. Живут в стоячих и текущих водоёмах. Быстро плавают, питаются детритом, водорослями и инфузориями.
Вид распространён в Европе, Северной Азии и Северной Америке. Лёт с мая по сентябрь. Самки после спаривания держатся в течение двух недель вблизи водоёмов. В году бывает 2—3 поколения.